# Danh sách chính đảng Iraq
Bài này liệt kê các đảng phái chính trị ở Iraq. Iraq là một nhà nước đa đảng. Các đảng phái chính trị thường được nhóm lại theo ý thức hệ/liên kết dân tộc và bởi nhóm mà họ đã được liệt kê trên lá phiếu của cuộc bầu cử Quốc hội Iraq năm 2005.

## Liên minh và đảng phái nghị viện
- Liên minh Nhà nước Pháp quyền - chính phủ liên hiệp cầm quyền hiện nay; lãnh đạo bởi Haider al-Abadi
  - Đảng Hồi giáo Daawa (Hizb al-Da'wa al-Islamiyya) - lãnh đạo bởi Haider al-Abadi
  - Hội đồng Hồi giáo Tối cao Iraq (al-Majlis al-alalith-thaura l-islamiyya fil-Iraq) - lãnh đạo bởi Ammar al-Hakim
  - Phong trào Sadrist - led by Muqtada al-Sadr
  - Đảng Hồi giáo Dawa - Tổ chức Iraq (Hizb al-Da'wa al-Islami Tendeem al-Iraq) - lãnh đạo bởi Kasim Muhammad Taqi al-Sahlani
  - Liên minh các Bộ lạc Iraq - lãnh đạo bởi Hamid al-Hais
  - Nhóm Hồi giáo Fayli ở Iraq - lãnh đạo bởi Muqdad Al-Baghdadi
- Liên minh Quốc gia Iraq
- Liên minh Dân chủ yêu nước Kurdistan
  - Đảng Dân chủ Kurdistan (Partiya Demokrat a Kurdistanê) - lãnh đạo bởi Massoud Barzani
  - Liên minh Ái quốc Kurdistan (Yaketi Nishtimani Kurdistan) - lãnh đạo bởi Jalal Talabani
  - Liên đoàn Hồi giáo Kurdistan (Yekîtiya Islamiya Kurdistan) - lãnh đạo bởi Salahhudin Bahauddin
  - Phong trào Thay đổi (Bizutnaway Gorran) - lãnh đạo bởi Nawshirwan Mustafa
  - Đảng Lao động Kurdistan (Parti Zahmatkeshan Kurdistan)
  - Đảng Cộng sản Kurdistan (Partiya Komunîst Kurdistan)
  - Đảng Ái quốc Assyria
- Danh sách Goran - lãnh đạo bởi Nashirwan Mustafa
- Mặt trận Tawafuq (còn gọi là Mặt trận Hòa ước Iraq)
- Danh sách Iraq (al-Qayimaal Iraqia)
  - Hòa ước Quốc gia Iraq - lãnh đạo bởi Iyad Allawi
- Người Iraq - lãnh đạo bởi Ghazi al-Yawer
- Mặt trận Turkmen Iraq (Irak Türkmen Cephesi)) (tương tự như Liên minh Mặt trận Turkomen Iraq?)
- Đoàn Nhân sĩ trí thức độc lập Dân tộc
- Liên minh Nhân dân (Ittihad Al Shaab)
  - Đảng Cộng sản Iraq - lãnh đạo bởi Hamid Majid Mousa
- Hội Hồi giáo người Kurd - lãnh đạo bởi Ali Abd-al Aziz
- Phong trào Lao động Hồi giáo ở Iraq
- Đảng Dân chủ Quốc gia (Hizb al Dimuqratiyah al Wataniyah) - led by Samir al-Sumaidai
- Danh sách Quốc gia Rafidain
  - Phong trào Dân chủ Assyria (Zowaa Dimuqrataya Aturaya)- lãnh đạo bởi Yonadam Kanna
- Khối Hòa giải và Giải phóng
- Người giữ lời Tiên tri (Al-Risaliyun)
- Danh sách Mithal al-Alusi
- Phong trào Cải cách và Phát triển Yazidi

## Đảng khác
- Đảng Đoàn kết Nhân dân
- Đảng Công nhân-Cộng sản Iraq
- Đảng Công nhân-Cộng sản Cánh tả Iraq
- Liên minh Dân chủ Độc lập - lãnh đạo bởi Adnan Pachachi
- Đảng Dân chủ Quốc gia - Naseer al-Chaderchi
- Đảng Xanh Iraq
- Liên minh Dân chủ Iraq Lưu trữ ngày 23 tháng 7 năm 2011 tại Wayback Machine
- Hòa ước Quốc gia Iraq
- Phong trào Quân chủ Lập hiến - lãnh đạo bởi Sharif Ali Bin al-Hussein
- Đảng Ái quốc Assyria - trên danh sách Liên minh Dân chủ Ái quốc Kurdistan
- Đảng Giải phóng Assyria
- Đảng Bảo thủ Kurdistan
- Đảng Nhân dân Turkmen
- Đảng Hồi giáo Iraq - lãnh đạo bởi Mohsen Abdel Hamid
- Đảng Al Neshoor Lưu trữ ngày 29 tháng 8 năm 2012 tại Wayback Machine

## Đảng bất hợp pháp
- Hizb ut-Tahrir
- Đảng Xã hội chủ nghĩa Ả Rập Ba'ath (Bộ Tư lệnh Địa phương ·  Bộ Tư lệnh Quốc gia ·  al-Awda)